# Aya Majdi

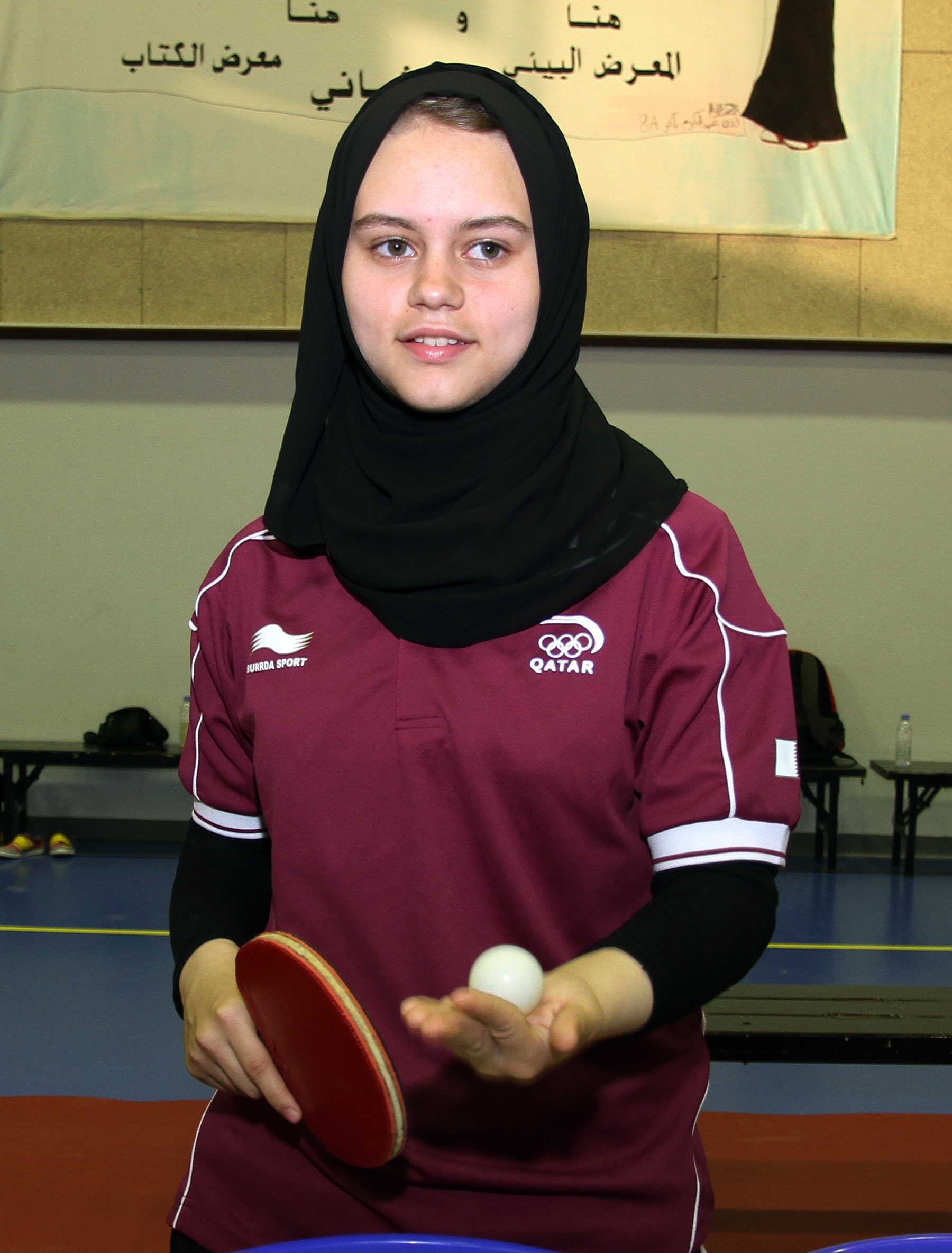
Aya Majdi (2012)

Aya Mohamed Majdi (arabisch آية مجدي محمد, DMG Āya Maǧdī Muḥammad; geboren am 1. August 1994 in Alexandria, Ägypten) ist eine katarische Tischtennisspielerin. Sie wurde von dem chinesischen Trainer Su Li trainiert und gewann bei den GCC-Meisterschaften 2010 in Doha drei Goldmedaillen: im Einzel, im Doppel und mit der Mannschaft.
Majdi nahm 2012 an den Olympischen Spielen in London teil, nachdem sie sich über einen der Einladungsplätze der Dreier-Kommission des IOC qualifiziert hatte. Sie schied in der Vorrunde aus.